# The Blackberries
The Blackberries waren ein US-amerikanisches Gesangstrio, das in den 1970er Jahren internationale Künstler wie die Supremes, Ringo Starr oder Pink Floyd bei ihren Studioaufnahmen unterstützte. Die bekannteste Besetzung bestand aus Venetta Fields, Sherlie Matthews und Clydie King.

## Geschichte
Zu Beginn der 1970er Jahre waren alle drei Frauen gefragte Studiosängerinnen. Clydie King war ein ehemaliges Mitglied der Raelettes, der Backgroundgruppe von Ray Charles. Venetta Fields war zuvor Sängerin in der Revue von Ike und Tina Turner gewesen. Sherlie Matthews hatte Erfahrung als Singer-Songwriterin für verschiedene Plattenfirmen wie Motown und Mirwood Records sammeln können.
1972 bat Steve Marriott Venetta Fields, auf einem Album seiner Blues-Rockband Humble Pie zu singen. Er fragte sie, ob sie weitere geeignete Vokalistinnen kenne, woraufhin Fields zusammen mit Matthews und King die Blackberries formierte. Die Blackberries nahmen ein eigenes Album mit Humble Pie als Studiomusiker auf. Dieses Album wurde jedoch nie veröffentlicht.
Im Juni 1972 sollte das von Sherlie Matthews zusammen mit dem Motown-Produzenten und -songwriter Deke Richards geschriebene Stück Somebody Up There als Single mit der Katalognummer MW 5020 beim Motown-Tochterlabel MoWest erscheinen. Die Single wurde jedoch gestrichen. Der Song blieb unveröffentlicht, bis er erstmals 2013 auf der Compilation-CD The Complete Motown Singles Vol. 12A: 1972 erschien.
Bis 1973 trugen die die Blackberries Hintergrundgesang für Motown-Künstler wie die Supremes und Martha & the Vandellas bei. Es folgte ein Wechsel zu A&M Records, wo zwei weitere eigene Singles und mehr Sessionarbeit folgte. Im weiteren Verlauf der 1970er war die Gruppe auf Alben von Rita Coolidge, Pacific Gas & Electric, Ringo Starr, Arlo Guthrie und Pink Floyd zu hören.
Als Steve Marriott die Blackberries 1973 bat, mit Humble Pie auf Tournee zu gehen, verließ Sherlie Matthews die Gruppe und wurde von Billie Barnum ersetzt. In dieser Besetzung tourten die Blackberries sowohl mit Humble Pie als auch mit Pink Floyd auf ihrer The Dark Side of the Moon-Tour.
1974 waren die Blackberries bei Pink Floyds Sommertournee durch Frankreich und Wintertour durch Großbritannien dabei. Clydie King war zu diesem Zeitpunkt nicht mehr Teil der Gruppe; sie wurde von Carlena Williams ersetzt. Zusammen mit Venetta Fields spielte King das fiktive Background-Duo „The Oreos“ in der 1976er Verfilmung von A Star Is Born mit Barbra Streisand und Kris Kristofferson. Kurz danach gingen die Blackberries getrennte Wege.

## Diskografie

### Eigene Singles
- 1970: "Are You Ready?" / "Staggolee" (Columbia 4-45158)
- 1972: "Somebody Up There"  / "But I Love You More" (MW 5020) – unveröffentlicht
- 1973: "Twist and Shout" / "Don't Change on Me" (A&M Records 1442)
- 1974: "Yesterday's Music" / "Life Full of Joy" (A&M Records 1630)

### Auftritte auf Compilations
- 1974: Super Soul (Disc-o-Tek) (A&M Records 875 047)
- 2010: A Cellarful of Motown! Volume 4 (Universal 8824009)
- 2013: The Complete Motown Singles Vol. 12A: 1972 (Hip-O Select B0012935-02)

### Hintergrundgesang
- 1969: Album Let the Sunshine In (Diana Ross & The Supremes)
- 1970: Album For Sale (Fever Tree)
- 1970: Album Direct Me (Clydie King)
- 1970: Album Are You Ready? (Pacific Gas & Electric)
- 1971: Album Sweet Country Suite (Larry Murray)
- 1971: Album Touch (The Supremes)
- 1971: Album Ronnie Milsap (Ronnie Milsap)
- 1971: Album Rotten to the Core! (Crabby Appleton)
- 1971: Album PG&E (Pacific Gas & Electric)
- 1971: Single "What the World Needs Now Is Love" / "Abraham, Martin and John" (Tom Clay)
- 1971: Album Rita Coolidge (Rita Coolidge)
- 1971: Album L. A. Getaway (Joel Scott Hill, John Barbata, Chris Ethridge)
- 1971: Album Joy to the World (Hoyt Axton)
- 1972: Album City of New Orleans (Arlo Guthrie)
- 1972: Album Clear Spot (Captain Beefheart & the Magic Band)
- 1972: Album Black Magic (Martha & the Vandellas)
- 1972: Album Nolan (Nolan Porter)
- 1972: Album The Supremes Produced and Arranged by Jimmy Webb (The Supremes)
- 1973: Album Eat It (Humble Pie)
- 1973: Album Sammy Johns (Sammy Johns)
- 1973: Album Catman (Sherman Hayes)
- 1973: Album Diane Kolby (Diane Kolby)
- 1974: Album Goodnight Vienna (Ringo Starr)
- 1974: Album Thunderbox (Humble Pie)
- 1975: Album Wish You Were Here (Pink Floyd)
- 1977: Album Aja (Steely Dan)